# Kristian Pless
Kristian Pless (Odense, 9 febbraio 1981) è un ex tennista danese.

## Biografia
Ottenne il suo best ranking in singolare il 28 gennaio 2002 con la 65ª posizione; mentre nel doppio divenne, il 23 luglio 2007, il 172º del ranking ATP.
Nel 1999, come juniores, ha vinto l'Australian Open sia in singolare che in doppio, superando il russo Michail Južnyj con il punteggio di 6-4, 6-3, e il Trofeo Bonfiglio superando l'argentino Guillermo Coria con il punteggio di 6-0, 7-6. Nello stesso anno raggiunge la finale dell'US Open e del Torneo di Wimbledon venendo sconfitto rispettivamente dal finlandese Jarkko Nieminen e dall'austriaco Jürgen Melzer. Questi risultati gli permisero di raggiungere la posizione numero uno del ranking ITF junior.
Ha fatto parte della squadra danese di Coppa Davis dal 1999 al 2012 con un record di 12 vittorie e 8 sconfitte.

## Statistiche

### Tornei minori

#### Singolare

##### Vittorie (7)
| Legenda        |
| Challenger (4) |
| Futures (3)    |

| N. | Data            | Torneo                                    | Superficie      | Avversario in finale | Punteggio        |
| 1. | 15 maggio 2000  | Austria F3, Schwaz                        | Terra rossa     | Scott Barron         | 6-3, 7-5         |
| 2. | 29 maggio 2000  | Ireland F1, Dublino                       | Sintetico       | Grant Doyle          | 6-3, 6(5)–7, 6-1 |
| 3. | 31 luglio 2000  | Hungary F6, Budapest                      | Terra rossa     | Alexander Peya       | 7-5, 6-3         |
| 1. | 14 maggio 2001  | Edinburgh Challenger, Edimburgo           | Terra verde     | Gorka Fraile         | 6-3, 6-3         |
| 2. | 3 dicembre 2001 | Rio de Janeiro Challenger, Rio de Janeiro | Terra rossa     | Ricardo Mello        | 6-1, 6-1         |
| 3. | 30 ottobre 2006 | Men's Rimouski Challenger, Rimouski       | Sintetico (i)   | Lu Yen-hsun          | 6-4, 7–6(5)      |
| 4. | 26 marzo 2007   | Saint-Brieuc Challenger, Saint-Brieuc     | Terra rossa (i) | Farruch Dustov       | 6-3, 6-1         |

#### Doppio

##### Vittorie (4)
| Legenda        |
| Challenger (4) |
| Futures (0)    |

| N. | Data             | Torneo                                                      | Superficie    | Compagno             | Avversari in finale               | Punteggio     |
| 1. | 20 novembre 1999 | Lucknow Challenger, Lucknow                                 | Erba          | Paradorn Srichaphan  | Jamie Delgado Martin Lee          | 5-7, 6-3, 7-5 |
| 2. | 4 dicembre 2000  | Prague Open, Praga                                          | Cemento (i)   | Aisam-ul-Haq Qureshi | Ivo Heuberger Ville Liukko        | 6-4, 6-4      |
| 3. | 25 luglio 2005   | Torneio Internacional de Campos do Jordão, Campos do Jordão | Cemento       | Aleksandar Vlaski    | Franco Ferreiro Marcelo Melo      | 7–6(5), 6-4   |
| 4. | 30 ottobre 2006  | Men's Rimouski Challenger, Rimouski                         | Sintetico (i) | Frederik Nielsen     | Jasper Smit Martijn van Haasteren | 6-2, 6-4      |